# Habaguanex
 (février 2018).
 (février 2025).
La société touristique Habaguanex est une grande entreprise cubaine fondée le 6 janvier 1994, qui fait partie du Bureau de l'historien de la ville de La Havane, dirigé par Eusebio Leal Spengler. Elle offre un produit historique-culturel hautement différencié avec du logement dans des hôtels uniques, ainsi que des opportunités culturelles et d'achats. La chaîne hôtelière possède des vieilles maisons coloniales rénovées et d'autres bâtiments ayant d'importantes valeurs architecturales, culturelles et historiques qui se trouvent dans la Vieille Havane, un site patrimoine mondial de l'UNESCO depuis 1982.
Cette société prend son nom du chef indien Habaguanex qui contrôlait la zone où La Havane se trouve aujourd'hui avant l'arrivée de Christophe Colomb à Cuba.

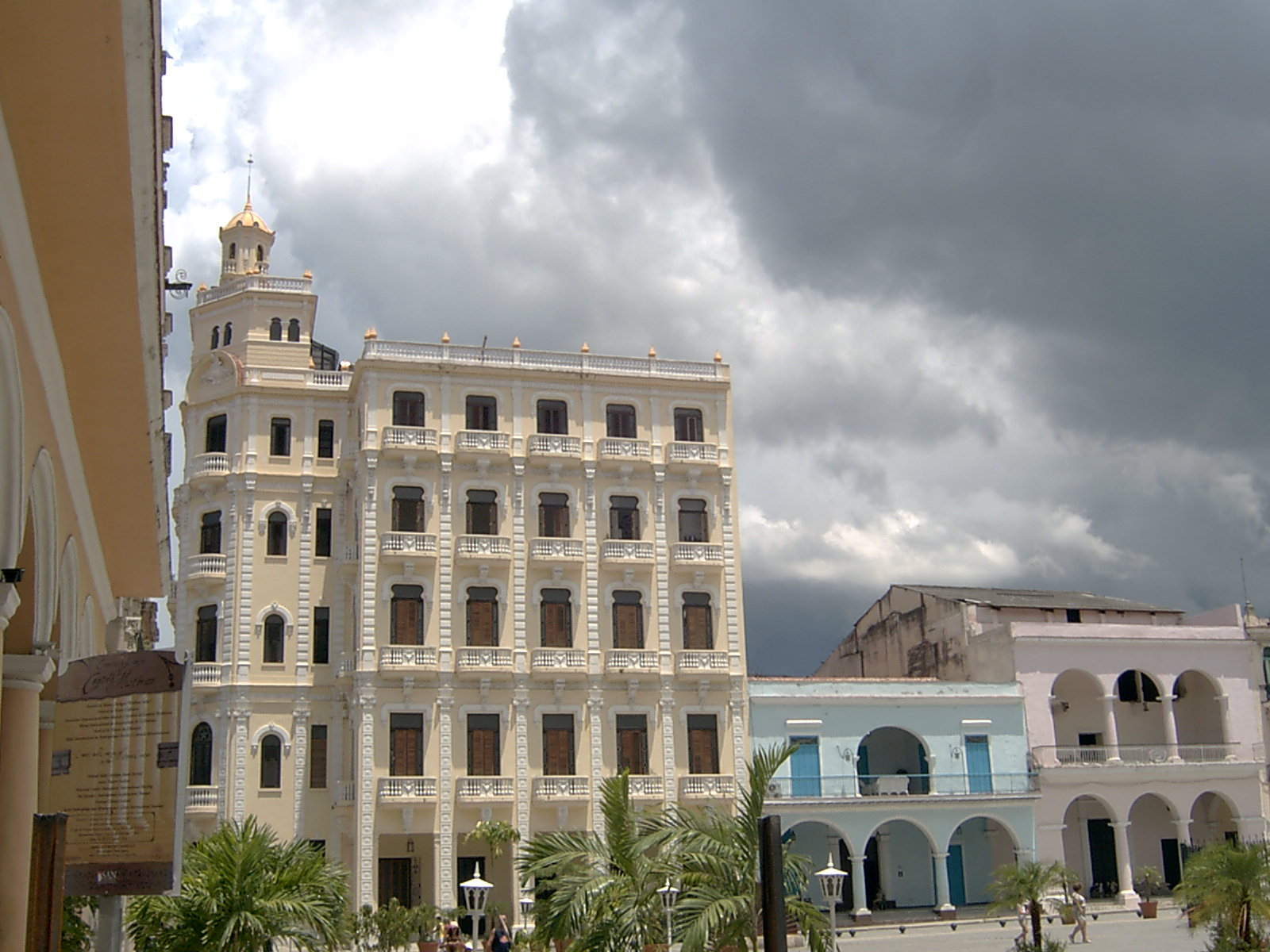
Bâtiments coloniaux autour de la Vieille Place

La compagnie fait partie d'un projet de développement durable parce que les revenus de l'entreprise sont investis pour restaurer le centre historique de la ville et pour améliorer les conditions de vie de la population locale.

## Installations
À présent, la société gère plus de 300 installations en incluant des restaurants, des magasins, des marchés, des cafés et des hôtels de différentes catégories et est allée au-delà des frontières de la vieille ville en ouvrant des magasins et des marchés dans les zones voisines.

## Hôtels
- Ambos Mundos (où le célèbre écrivain Hemingway a vécu)
- Armadores de Santander
- Beltrán de Santa Cruz
- Comendador
- Conde de Villanueva (hommage aux cigares cubains)
- Los Frailes (ambiance religieuse)
- Marqués de Prado Ameno
- Mesón de la Flota
- Palacio O'Farrill
- Park View
- Raquel (hommage à la culture juive)
- San Felipe (une des grandes maisons baroques à La Havane)
- San Miguel
- Saratoga (de luxe)
- Santa Isabel (ancienne résidence d'une famille riche)
- Tejadillo
- Telégrafo
- Valencia (hommage à la région de Valence en Espagne)